# 2,3-Dihidroksibenzojeva kiselina
2,3-Dihidroksibenzojeva kiselina je prirodni fenol prisutan u Phyllanthus acidus i u vodenoj paprati Salvinia molesta.
2,3-Dihidroksibenzojeva kiselina je takođe produkt ljudskog metabolizma aspirina.